# Bo Hansen
Bo Jannik Nyby Hansen, dit Bo Hansen, est un footballeur danois, évoluant au poste d'attaquant, né le 16 juin 1972.

## Biographie
Bo Hansen est sélectionné une seule fois en tant qu'attaquant avec le Danemark et ne marque aucun but. Il participe à la Coupe des confédérations 1995 en tant que remplaçant de Mark Strudal contre l'Arabie Saoudite. Il remporte le tournoi même s'il ne joue pas les autres matchs (Mexique et Argentine). 
Il joue dans des clubs danois (Holstebro BK, Brøndby IF et FC Midtjylland) et anglais (Bolton Wanderers Football Club), remportant des titres dans son pays (3 championnats danois, une coupe du Danemark et deux supercoupes du Danemark).
Il arrête en 2004, à la suite d'arthrose dans les genoux.

## Clubs
- 1990-1994 :  Holstebro BK
- 1994-1999 :  Brøndby IF
- 1999-2002 :  Bolton Wanderers Football Club
- 2002-2004 :  FC Midtjylland

## Palmarès
- Championnat du Danemark de football

- - Champion en 1996, en 1997 et en 1998
  - Vice-champion en 1995 et en 1999
- Coupe du Danemark de football
  - Vainqueur en 1998
  - Finaliste en 1996 et en 2003
- Supercoupe du Danemark
  - Vainqueur en 1996 et en 1997
- Championnat d'Angleterre de football D2
  - Troisième en 2001
- Coupe des confédérations
  - Vainqueur en 1995